# Koolhoven F.K.55
Il Koolhoven FK55 fu un aereo da caccia monomotore progettato su iniziativa privata dalla società di costruzioni aeronautiche N.V. Koolhoven Vliegtugen di Rotterdam durante la seconda metà degli anni trenta del XX secolo, e rimasto allo stadio di prototipo.

## Storia del progetto
All'inizio della seconda metà degli anni trenta del XX secolo l'ingegnere Frederick Koolhoven, capo progettista e proprietario dell'omonima ditta di costruzioni aeronautiche, iniziò a lavorare su propria iniziativa al progetto di un aereo da caccia ad elevate prestazioni, caratterizzato dall'adozione di un propulsore posizionato dietro l'abitacolo del pilota. Il mockup del nuovo aereo, designato F.K.55, fu presentato ufficialmente al Salon d'Aviation di Le Bourget, Parigi, tenutosi nel novembre del 1936. 
La progettazione in dettaglio dell'aereo terminò nel corso del 1937, ma incontrò difficoltà insormontabili, in quanto il centro di gravità dell'aereo, data la posizione del propulsore, si rivelò molto sfavorevole.

## Descrizione tecnica
Il Koolhoven F.K.55 era un aereo da caccia monoplano ad ala alta. L'ala a sbalzo, di forma semiellittica, caratterizzata da un forte diedro trasversale, era di costruzione in legno di abete. La parte centrale era incorporata nella fusoliera, mentre le due semiali con il bordo d'uscita occupato dagli alettoni, e nella parte interna dalle alette di ipersostentazione. La struttura è costituita da due longheroni a cassone, collegati da centine di compensato, con rivestimento portante anch'esso di compensato.
La fusoliera, data la posizione del propulsore, era divisa in due sezioni, quella anteriore dotata di prua appuntita era fatta di tubi d'acciaio ricoperti di laminato ligneo, mentre quella posteriore monoscocca, di costruzione lignea, era rivestita con pannelli di compensato e terminava con l’impennaggio di coda. Gli impennaggi erano costruiti in blocco con la fusoliera, lo stabilizzatore a sbalzo portava il timone di profondità suddiviso in due parti, con la sinistra dotata di aletta di compensazione flettner regolabile in volo. La deriva era raccordata alla fusoliera, aveva timone verticale di grandi dimensioni aveva bordo di fuga regolabile e ruotava completamente all'esterno del timone orizzontale.
L’abitacolo monoposto, situato sul davanti dell'ala, garantiva una perfetta visibilità, era chiuso con una capottatura vetrata in Perspex montata su cerniere situate alla destra del seggiolino, al fine di permettere la rapida evacuazione del velivolo e il successivo lancio con il paracadute del pilota.
Il propulsore in linea, alloggiato dietro al pilota, un Lorraine Pétrel 12Hrs a 12 cilindri a V, raffreddati a liquido, erogava la potenza di 860 CV (640 kW). L'asse del motore risulta prolungato di 1,75 m di lunghezza ed azionava due eliche bipala controrotanti Ratier tramite un demoltiplicatore.
L’aria per il raffreddamento del propulsore e dei radiatori dell’olio proveniva dalle prese d’aria, poste nella parte anteriore della fusoliera. I due serbatoi, installati nelle semiali, hanno una capacità totale di 500 litri, e l'alimentazione avviene tramite pompe A.M. azionate dal propulsore.
Il carrello di atterraggio era triciclo posteriore fisso, con ruotino di coda. L'armamento si basava su 1 cannone British-Hispano da 20 mm, sparante attraverso il mozzo dell’elica, e 4 mitragliatrici alari FN-Browning da 7,5 mm con 500 colpi per arma.

## Impiego operativo
I lavori di costruzione del prototipo procedettero lentamente, in quanto esso differiva dal precedente mock-up per numerosi particolari. Inoltre emersero troppi inconvenienti a causa delle enormi difficoltà di centraggio, delle problematiche relative al raffreddamento del propulsore, e per il fatto che con l'adozione dell'ala alta, il carrello d'atterraggio retrattile dovette essere sostituito da uno fisso.
Nel maggio 1938 l'aereo (matricola 5501) fu portato da Rotterdam sull'aeroporto di Welschap, dove volò per la prima volta nel pomeriggio del 30 giugno successivo nelle mani del capo collaudatore Thomas Coppers. Il volo durò due minuti in tutto, in quanto una volta preso quota Coppers effettuò una virata di 180° ed atterrò immediatamente. Quando l'ingegnere Koolhoven corse al velivolo per vedere ciò che era successo i due ebbero una breve, ma furiosa conversazione. Nessuno sa cosa si dissero ma il velivolo, pur ricevendo l'immatricolazione civile (PH-APB), non volò mai più, in attesa della prevista sostituzione del propulsore Lorraine 12H Pétrel con il più potente 12R Sterna da 1 100 hp (820 kW). Probabilmente la sua mancanza di manovrabilità e la definitiva indisponibilità del motore Sterna portarono all'abbandono del progetto già nel corso dello stesso anno. Il suo propulsore Lorraine Pétrel 12Hrs da 860 CV non era abbastanza potente da permettergli di decollare in sicurezza, ed il disegnatore pensò di adottare in seguito un più potente propulsore sovralimentato Lorraine 12R Sterna che avrebbe permesso migliori prestazioni, ma ciò non accadde mai a causa dell'indisponibilità del suddetto motore. Immagazzinato sull'aeroporto di Waalhaven, il prototipo fu distrutto durante un bombardamento aereo tedesco il 10 maggio 1940.

### Annotazioni
1. ↑  L'idea fu portata avanti autonomamente dall'ingegnere Koolhoven nel tentativo di sottrarre alla Fokker il monopolio aeronautico olandese.
2. ↑  Soprattutto per quanto riguardava la velocità massima raggiungibile.
3. ↑  Simile a quella di un proiettile.
4. ↑  Quella stessa mattina Coppers aveva effettuato tre diverse prove di rullaggio ad alta velocità.
5. ↑  Secondo alcuni testimoni Coppers si lamentò con Koolhoven per l’insopportabile temperatura presente all’interno dell’abitacolo.

### Fonti
1. 1 2 3 4 5 6  Green, Swamborough 1994, p. 313.
2. 1 2 3 4 5 6 7  Oldmachinepress.
3. 1 2 3 4 5 6 7 8 9 10 11 12 13 14 15 16 17  Уголок неба.
4. 1 2 3 4  Rivista Aeronautica n.2, febbraio 1937, p. 307.
5. 1 2 3 4 5 6 7  Rivista Aeronautica n.2, febbraio 1937, p. 308.

### Periodici
- Il monoplano da caccia Koolhoven F.K.55, in Rivista Aeronautica, n. 2, Roma, Istituto Poligrafico dello Stato, aprile 1937,  pp. 307-308.